# سیارک ۲۶۳۹۵
سیارک ۲۶۳۹۵ (به انگلیسی: 26395 Megkurohara، نامگذاری:1999VK150)۲۶۳۹۵مین سیارک کشف شده‌است که در ۱۴ نوامبر ۱۹۹۹ کشف شد.